# Dasyuromorphia
Os dasiuromorfos (Dasyuromorphia) constituem uma ordem de animais marsupiais carnívoros que inclui o diabo-da-tasmânia e o extinto tigre-da-tasmânia. Em aparência exterior, estes animais são muito semelhantes aos seus equivalentes placentários que ocupam as mesmas funções na cadeia alimentar, num exemplo de evolução convergente. A maioria dos carnívoros marsupiais extinguiu-se há cerca de 40 mil anos, na sequência das alterações ecológicas resultantes da chegada do homem ao continente australiano.
Há 57 espécies registradas na ordem Dasyuromorphia, das quais 55 pertencem à família Dasyuridae.